# Noël joyeux
Pour plus de détails, voir Fiche technique et Distribution.
Noël joyeux est un film de Noël comique française réalisé par Clément Michel et sorti en 2023.

## Fiche technique
Sauf indication contraire, les informations mentionnées dans cette section peuvent être confirmées par les bases de données cinématographiques IMDb et Allociné,  présentes dans la section « Liens externes ».
- Titre original : Noël joyeux
- Réalisation : Clément Michel
- Scénario : Clément Michel
- Musique : Marc Chouarain
- Décors : Cécilia Blom
- Costumes : Alexia Crisp-Jones
- Photographie : Arnaud Stefani
- Son : Sandy Notarianni
- Montage : Julie Dupré
- Production : Guillaume Colboc et Sidonie Dumas
- Sociétés de production : TF1
- Société de distribution : Gaumont
- Budget : 8,4 millions d'euros
- Pays de production :  France
- Langue originale : français
- Format :
- Genre : Comédie
- Durée : 87 minutes
- Dates de sortie :
  - États-Unis : 29 octobre 2023 (en ligne)
  - France : 6 décembre 2023
  - Canada : 15 décembre 2023

## Distribution
- Franck Dubosc : Vincent Barand
- Emmanuelle Devos : Béatrice Barand
- Danièle Lebrun : Monique
- Danielle Fichaud : Jeanne
- Jean-François Cayrey : Mangin
- Dominique Frot : Gisèle
- André Penvern : Adrien
- Fabienne Galula : Isabelle, la directrice des Tilleuls
- Maud Le Guenedal : la femme à l'accueil aux Acacias
- Jean-Noël Cnokaert : l'employé malentendant aux Acacias
- Isma Kébé : l'aide de Bernadette aux Acacias
- Stéphan Guérin-Tillié : le petit-fils de Bernadette
- Frédéric Deleersnyder : le policier
- Delphine Baril : la policière
- Axel Auriant : Baptiste, le fils médecin
- Amel Charif : Agathe, la fille
- Amir El Kacem : Cyril, le gendre
- Noé Besin : Maxime, l'autre fils (voix)